# Anwaltsprozess
Unter Anwaltsprozess versteht man im Prozessrecht in Deutschland ein gerichtliches Verfahren, bei dem sich die Parteien durch einen Rechtsanwalt vertreten lassen müssen, d. h., sie können ohne diese Vertretung den Prozess weder als klagende noch als beklagte Partei führen und werden in der mündlichen Verhandlung behandelt, als wenn sie nicht erschienen wären.
In Bezug auf Anwaltsprozesse spricht man vom Anwaltszwang oder auch Anwaltserfordernis. Eine „Selbstvertretung“ im deutschen Zivilprozess gestattet § 78 Abs. 4 ZPO für Rechtsanwälte nach den in Abs. 1 und 2 genannten Voraussetzungen.
Im Strafprozess in Deutschland wird die Pflichtverteidigung teilweise als verdeckter Anwaltszwang empfunden, denn dem Angeklagten kann auch gegen dessen Willen ein Pflichtverteidiger beigeordnet werden. Während aber im Zivilprozess die Prozesshandlungen, also insbesondere die Stellung von Anträgen, unter Anwaltszwang fällt, bleibt die Postulationsfähigkeit des Angeklagten auch nach Beiordnung eines Pflichtverteidigers erhalten.

## Funktion
Der Anwaltszwang soll einerseits dem Schutz rechtsunkundiger Laien und der sogenannten Waffengleichheit insbesondere gegenüber ihrerseits anwaltlich vertretenen Parteien dienen, andererseits aber auch der Funktionsfähigkeit der Rechtspflege.
Nach Ansicht des Bundesverfassungsgerichts verstößt der Anwaltszwang weder gegen die Rechtsschutzgarantie aus Art. 19 Abs. 4 GG, noch gegen die allgemeine Handlungsfreiheit aus Art. 2 Abs. 1 GG, noch gegen den Anspruch auf rechtliches Gehör gemäß Art. 103 Abs. 1 GG, denn er ist im Hinblick auf seinen Schutzzweck sowie aus verfahrensökonomischen Gründen sachlich gerechtfertigt.
Der Anwaltszwang für bestimmte Verfahren bzw. bei bestimmten Gerichten ist auch vom Europäischen Gerichtshof für Menschenrechte (EGMR) als unbedenklich, insbesondere als vereinbar mit Art. 6 EMRK, angesehen worden. Das gilt nicht nur für den Berufungs- und Revisionsrechtszug, sondern auch für den teilweise vorhandenen Vertretungszwang im ersten Rechtszug. Die Erschwerung des Zugangs zum Gericht durch den Vertretungszwang ist im Interesse einer geordneten Rechtspflege erforderlich, verfolgt ein berechtigtes Ziel und ist verhältnismäßig. Sie wird zudem dadurch gemildert, dass ein Bürger bei Bedürftigkeit Anspruch auf Prozesskostenhilfe gemäß § 114 ZPO hat und ihm für den Fall, dass er keinen zur Vertretung bereiten Prozessbevollmächtigten findet, ein Notanwalt gemäß § 78b ZPO beizuordnen ist.

## Beispiele

### Vertretung vor Amtsgerichten
Anwaltsprozesse sind vor dem Amtsgericht die Ehesachen einschließlich der Folgesachen, Verfahren über Ansprüche aus dem ehelichen Güterrecht und die entsprechenden Verfahren bei Lebenspartnerschaften, Verfahren vor dem Landgericht und dem Oberlandesgericht in Zivilsachen (mit Ausnahme gewisser familiengerichtlicher Verfahren) und vor dem Bundesgerichtshof in Zivilsachen. In Anwaltsprozessen muss das Gericht einer Partei auf ihren Antrag einen Notanwalt zur Wahrnehmung ihrer Rechte beiordnen, wenn sie einen zu ihrer Vertretung bereiten Rechtsanwalt nicht findet und die Rechtsverfolgung oder Rechtsverteidigung nicht mutwillig oder aussichtslos erscheint (§ 78b ZPO).
Geregelt ist der Anwaltsprozess in den § 78 bis § 78c ZPO.
Vor den Amtsgerichten (außer in Ehe- und Familienstreitsachen), Arbeits- und Finanzgerichten besteht kein Anwaltszwang. In der Vertretung vor diesen Gerichten sind Kammerrechtsbeistände den Rechtsanwälten nach § 3 Abs. 1 RDGEG gleichgestellt.
Vor dem Bundesfinanzhof können sich die Parteien nicht selbst vertreten. Sie müssen sich vielmehr durch einen Rechtsanwalt, Steuerberater, Wirtschaftsprüfer oder vereidigten Buchprüfer vertreten lassen (vgl. § 62 FGO).
Vor dem Bundesverfassungsgericht besteht Anwaltszwang nur für die mündliche Verhandlung (§ 22 Abs. 1 Satz 1 BVerfGG).

### Singularzulassung vor dem BGH in Zivilsachen
Lediglich für eine Vertretung beim Bundesgerichtshof in Zivilsachen ist ein am dortigen Gericht zugelassener Rechtsanwalt erforderlich. Es handelt sich hierbei um den einzigen verbliebenen Fall einer Singularzulassung vor deutschen Gerichten. Das bedeutet, dass in Zivilsachen nur ein beim BGH zugelassener Rechtsanwalt postulationsfähig ist, um dort wirksame Prozesserklärungen abgeben zu können. Die dort zugelassenen Rechtsanwälte dürfen nicht vor anderen Gerichten auftreten, mit Ausnahme der oberen Bundesgerichte und dem Bundesverfassungsgericht. Vor allen anderen Gerichten und in allen anderen Verfahren kann jeder in Deutschland zugelassene Rechtsanwalt auftreten.

### Anwaltspflicht in Verfahren nach dem Gesetz über das Verfahren in Familiensachen und in den Angelegenheiten der freiwilligen Gerichtsbarkeit

#### Allgemeine Regelung
Das Gesetz über das Verfahren in Familiensachen und in den Angelegenheiten der freiwilligen Gerichtsbarkeit (FamFG) sieht im Grundsatz das Recht auf ein Selbstbetreiben des Verfahrens vor und zwar auch am Landgericht bzw. Oberlandesgericht, § 10 Abs. 1 FamFG. Lediglich vor dem Bundesgerichtshof ist eine Vertretung durch einen bei diesem Gericht zugelassenen Rechtsanwalt erforderlich (§ 10 Abs. 4, Satz 1 FamFG), sofern nicht ausschließlich die Ausschließung oder Ablehnung von Gerichtspersonen oder die Bewilligung von Verfahrenskostenhilfe Gegenstand ist.

#### Ausnahmeregelung für Ehe- und Familienstreitsachen
Von diesem Grundsatz wird in § 114 FamFG für Ehesachen und Folgesachen in selbständigen Familienstreitsachen (§§ 121 bis 150 FamFG) abgewichen und für diese Verfahren in § 114 Abs. 1 FamFG einen Vertretungszwang festgeschrieben, wobei § 114 Abs. 4 FamFG gleichwohl wieder eine Reihe von Ausnahmen vom Anwaltszwang regelt. Daraus resultiert – praktisch bedeutsam – eine Anwaltspflicht für die Stellung eines Scheidungsantrags am Amtsgericht (Familiengericht), während der andere Ehepartner keinen Rechtsanwalt benötigt, wenn er lediglich der Scheidung zustimmt, einer Rücknahme des Scheidungsantrags zustimmt oder seine Zustimmung zur Scheidung widerruft (§ 114 Abs. 4 Nr. 3 FamFG). Ebenso ist im Verfahren über Verfahrenskostenhilfe kein Rechtsanwalt erforderlich (§ 114 Abs. 4 Nr. 5 FamFG).
Nicht von diesem Anwaltszwang erfasst sind daher selbstständige Familiensachen, die keine Familienstreitsachen sind, also insbesondere Kindschaftssachen, Abstammungssachen, Adoptionssachen usw. In diesen Verfahren besteht auch am Familiengericht und an den Familiensenaten der Oberlandesgerichte keine Anwaltspflicht.

### Anwaltspflicht in Verfahren nach der Verwaltungsgerichtsordnung

#### Allgemeine Regelung
In § 67 Verwaltungsgerichtsordnung (VwGO) wird die Anwaltspflicht geregelt und knüpft diese, unabhängig vom jeweiligen Verfahren, an das zuständige Gericht. So besteht in sämtlichen Verfahren nach der VwGO vor dem Verwaltungsgericht kein Anwaltszwang (§ 67 Abs. 1 VwGO, sogenannter „Grundsatz der Selbstvertretung“), während vor dem Oberverwaltungsgericht (in einigen Bundesländern auch als Verwaltungsgerichtshof bezeichnet) und am Bundesverwaltungsgericht generell eine Vertretungspflicht herrscht (§ 67 Abs. 4, Satz 1 und 3 VwGO, sogenannter „Grundsatz des Vertretungszwangs durch Rechtsanwälte oder Hochschullehrer“) und lediglich Verfahren ausgenommen sind, welche sich ausschließlich auf die Gewährung bzw. Aufhebung von Prozesskostenhilfe beziehen. Entscheidend ist insofern, welches Gericht das Verfahren bzw. den Verfahrensabschnitt letztlich entscheiden wird, nicht hingegen, an welchem Gericht ein Rechtsmittel eingelegt wird (§ 67 Abs. 4, Satz 2 VwGO). In Abgabenangelegenheiten (u. a. Gewerbesteuer, Grundsteuer, Beitrags- und Gebührensachen) sind auch Steuerberater und Wirtschaftsprüfer vor dem Verwaltungsgericht und dem Oberverwaltungsgericht vertretungsberechtigt (§ 67 Abs. 2 Nr. 3, Abs. 4 VwGO).

#### Vertretungsberechtigte und Behördenprivileg
Die Vertretung beim Oberverwaltungsgericht und dem Bundesverwaltungsgericht kann durch Rechtsanwälte, aber auch durch Rechtslehrer an staatlichen oder staatlich anerkannten Hochschulen mit Befähigung zum Richteramt erfolgen, § 67 Abs. 2, Satz 1 VwGO. Behörden und juristische Personen des öffentlichen Rechts können sich weitgehend auch durch behördliche Mitarbeiter mit der Befähigung zum Richteramt vertreten lassen (sog. Behördenprivileg, § 67 Abs. 4, Satz 4 VwGO). Weitere Sonderregelungen existieren für die Vertretung am Oberverwaltungsgericht in speziellen Fällen (§ 67 Abs. 4 Satz 5 ff. VwGO).

#### Rechtsfolgen bei Verstoß gegen den Vertretungszwang
Aus einer bestehenden aber nicht eingehaltenen Vertretungspflicht folgt die fehlende Postulationsfähigkeit, d. h. alle vorgenommenen Prozesshandlungen (insbes. auch eingelegte Rechtsbehelfe) gelten als unwirksam, so dass damit auch keine Fristen gewahrt werden können. Eine Heilung durch nachträgliche Genehmigung eines postulationsfähigen Vertreters ist nicht möglich. Ist die Passivpartei nicht bzw. nicht ausreichend vertreten, kann trotzdem eine Sachentscheidung erfolgen (vgl. § 102 Abs. 2 VwGO). Ein Säumnisurteil ist der Verwaltungsgerichtsordnung insofern fremd; das Gericht hat den Sachverhalt von Amts wegen zu ermitteln (§ 86 Abs. 1 Satz 1 VwGO) und über einen zulässigen Antrag in der Sache zu entscheiden, auch wenn der Beklagte bzw. Antragsgegner nicht ordnungsgemäß vertreten ist und keine wirksamen Sachanträge stellen kann.

### Anwaltspflicht in Verfahren nach dem Sozialgerichtsgesetz
In § 73 SGG ist die Anwaltspflicht geregelt und knüpft diese, unabhängig vom jeweiligen Verfahren, an das zuständige Gericht. So besteht in sämtlichen Verfahren vor dem Sozialgericht und dem Landessozialgericht kein Anwaltszwang (§ 73 Abs. 1 SGG, sog. „Grundsatz der Selbstvertretung“), während vor dem Bundessozialgericht generell eine Vertretungspflicht herrscht (§ 73 Abs. 4 Satz 1 und 2 SGG, sog. „Grundsatz des Vertretungszwangs durch Rechtsanwälte oder Hochschullehrer“) und lediglich Verfahren ausgenommen sind, welche sich ausschließlich auf die Gewährung bzw. Aufhebung von Prozesskostenhilfe beziehen.
Die Regelung entspricht, auch im Hinblick auf die Vertretungsberechtigten und Rechtsfolgen im Übrigen weitgehend den Regelungen der Verwaltungsgerichtsordnung (s. o.).

## Ausnahmen
Nicht zum Kernbereich des Anwaltszwanges zählen angrenzende Statusverfahren über Gerichts- und Anwaltskosten, Dienstaufsichtsbeschwerden, Akteneinsicht und Erteilung von Aktenauszügen, Ordnungsgeldbeschlüsse, Ablehnung von Richtern und Notanwälten, Verwahrung gegen Persönlichkeitsverletzung und Rechtsbeugung.
Im Prozesskostenhilfeverfahren besteht selbst vor dem Oberverwaltungsgericht und dem Bundesverwaltungsgericht nach § 67 Abs. 4 Satz 1 VwGO kein Anwaltszwang. Das gilt auch für den Antrag auf Bestellung eines Notanwaltes.
Auch die Beitrittserklärung eines Nebenintervenienten in einem selbständigen Beweisverfahren vor dem Landgericht unterliegt nicht dem Anwaltszwang.

## Schweiz
Im Schweizer Verfahrensrecht gibt es grundsätzlich keinen Anwaltszwang. Eine Ausnahme findet sich im Strafprozessrecht (Art. 130 StPO). Namentlich bei einer drohenden Freiheitsstrafe von mehr als einem Jahr, bei Untersuchungshaft von mehr als zehn Tagen oder bei Unfähigkeit des Beschuldigten, sich selbst zu verteidigen, muss sich der Beschuldigte anwaltlich vertreten lassen. 